# Stryhańce (obwód iwanofrankiwski)
Stryhańce (ukr. Стриганці) – wieś na Ukrainie w rejonie tyśmienickim obwodu iwanofrankiwskiego.
Osada założona w 1624. 

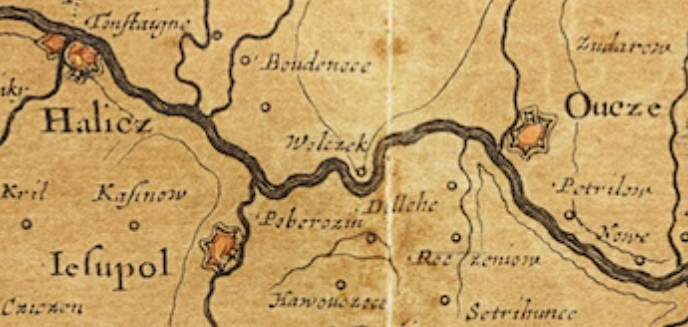
Stryhańce (Setrihunce) 1670

W I Rzeczypospolitej to samodzielna wieś położona w ziemi halickiej, należała do klucza marjampolskiego księżnej Anny Jabłonowskiej. 
W czasach Królestwa Galicji i Lodomerii należała do klucza marjampolskiego księżnej Anny Jabłonowskiej.
W II Rzeczypospolitej miejscowość należała do gminy wiejskiej Roszniów w powiecie tłumackim województwa stanisławowskiego.
W 2001 roku liczyła 972 mieszkańców.